# Xerochloa
Genre
Xerochloa est un genre de plantes monocotylédones de la famille des Poaceae, originaire d'Asie tropicale et d'Australasie.
Ce genre comprend seulement trois espèces acceptées.
Ce sont des plantes herbacées, annuelles ou vivaces, aux tiges dressées ou retombantes, pouvant atteindre environ 80 cm de long. Elles croissent dans des milieux ouverts, extrêmement secs (xérophytes).
Étymologie
Le nom générique « Xerochloa » dérive des termes grecs xeros « sec », et chloa « herbe »,  référence à l'habitat de ces plantes.

## Liste d'espèces
Selon World Checklist of Selected Plant Families (WCSP) (16 juillet 2016) :
- Xerochloa barbata R.Br. (1810)
- Xerochloa imberbis R.Br. (1810)
- Xerochloa laniflora Benth. (1878)